# Ци

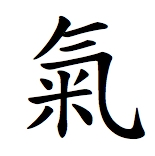
«Ци» в традиционном китайском начертании

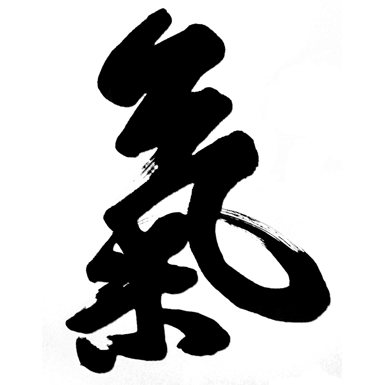
«Ци» в полускорописной версии

Ци, иногда чи (кит. трад. 氣, упр. 气, пиньинь qì; в японском варианте — ки яп. 気 ki, иногда кэ; англ. qi или ch’i) — одна из основных категорий китайской философии, фундаментальная для китайской культуры, в том числе и для традиционной китайской медицины. Чаще всего определяется как «пневма», «эфир», «воздух», «дыхание», «энергия», «жизненная сила». Ци выражает идею фундаментальной, континуальной, динамической, пространственно‑временной, духовно‑материальной и витально‑энергетической субстанции, которая лежит в основе устроения Вселенной, где всё существует благодаря её видоизменениям и движению. Противоположным понятием является ли.
Принято выделять 3 смысловых уровня понятия — космологический (ци как универсальная субстанция вселенной), антропологический (ци как наполнитель человеческого тела, связанный с кровообращением) и психологический (ци как психический центр или «сердце» — синь, находящийся под влиянием воли и регулирующий чувство). Общим для всей китайской философии является рассмотрение ци как бескачественного первовещества («Великого начала»), соответствовавшего первой фазе развития вселенной. Дифференциация этого первовещества происходила в форме инь и ян, а также пяти элементов (у син).
Категория не имеет прямых аналогов в западной философской традиции.

## История понятия

### Определение в китайских первоисточниках

#### Го Юй Чжоу
夫天地之气，不失其序；若过其序，民乱之也。
- «Ци неба и земли не должны нарушать свою последовательность, если последовательность не будет соблюдена, это приведёт к смуте в народе», — перевод М. В. Крюкова.

#### Нэйцзин
В «Трактате о внутреннем» («Нэйцзин») сказано:
- «Там, куда проникает вызывающее болезнь нарушение, определённо имеется недостаток ци.»
- «Туда, где находятся защитные силы, не проникает вызывающее болезнь нарушение.»

### Неоконфуцианство

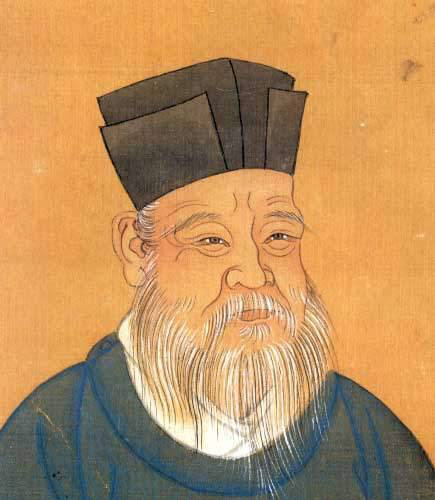
Основатель неоконфуцианства Чжу Си (1130—1200) повлиял на распространение понятия «Ци»

На распространение понятия ци оказал существенное влияние основатель неоконфуцианства Чжу Си (1130—1200), который считается второй (после Конфуция) фигурой в истории китайской мысли. Согласно его учению, всё сущее вокруг пронизывает ци и ли. Ли (или дао) люди и вещи получают в момент своего зарождения, ли определяет природу вещей. Ци вдыхает в них жизнь, ци — дыхание самой природы, источник силы всего, что существует. Ци отождествляется с инь и ян. Правильная циркуляция ци создаёт гармонию, напротив, недостаток ци приводит к прекращению всякого движения. В организме человека правильная циркуляция ци обеспечивает успех и здоровье, а недостаток ци приводит к болезням и смерти.

## Категория ци в китайской медицине
В традиционной китайской медицине термином «ци» могут обозначаться любые субстанции, участвующие в жизнедеятельности организма или поддерживающие функциональную активность органов и тканей. Вдыхаемый воздух также называется ци. В различных трактатах движение ци уподобляется движению по кругу без начала и конца, при этом предупреждается, что законы её циркуляции не позволено нарушать никому.
Ци, двигаясь по внутренностям человека, согревает его плотные органы чжан и полые органы фу, а снаружи увлажняет кожу через поры. Таким образом, все виды циркуляции осуществляются по сосудам, коллатеральным связям и по различного вида каналам (собственные каналы-цзин иньских и янских органов, сухожильно-мышечные, подкожные каналы и т. д.). Иньские сосуды питают пять органов-хранилищ чжан, а янские сосуды питают шесть органов-чертогов фу.
Считается, что воздействием на меридианы можно изменить циркуляцию Ци и тем самым вызвать физиологические изменения в человеческом теле. Представления о такого рода воздействиях нашли широкое применение в акупунктуре и боевых искусствах (См. Цигун, Айкидо). Такие представления являются объектом критики современной науки.
Понятие ци является основополагающим для фэн-шуй, а также ряда китайских систем оздоровления человеческого тела.

### Формы ци
- Чжэн-ци (иногда шэн ци[7]) (正氣 zhèngqì, упр. 正气) — истинная, правильная форма ци; дыхание природы
- Юань-ци (元氣 yuánqì, упр. 元气) — изначальная ци (наследственная энергия)
- Се-ци (иногда ша ци[7]) (邪氣 xiéqì, упр. 邪气) — вредоносная энергия, зловещее дыхание
  - Жар
  - Холод
  - Влажность
  - Ветер
  - Сухость

## Аналогичные понятия в других культурах
Понятие «прана» (дыхание жизни), аналогичное ци (шэн ци), имеется в индийской культуре. В западной философии существовали близкие понятия пневма (в древнегреческой медицине, стоицизме и раннехристианской философии), Energeia у Аристотеля. Сходное по смыслу понятие Élan vital (жизненная активность, сила) есть в философии Бергсо́на.

### Ци в японской культуре

Понятию Ци аналогично японское Ки. Оно является составной частью наименований многих боевых искусств: айкидо (合気道), кико, киайдзюцу и др. Это и важная составляющая японского духа бусидо и японской традиционной медицины — киацу, Рэйки, когда, используя пальцевый метод сиацу, в тело пациента направляют поток энергии Ки.
Японская эзотерическая философия выделяет восемь видов Ки:
- Кэкки (яп. 血気, ки крови) — изначальная, витальная Ки, её символизирует кровь. В цигун ей соответствует цзинь-ци. Энергия первой чакры (здесь и далее — условное сравнение).
- Сиокэ (яп. 塩気, ки соли) — биоэнергия, энергия биоплазмы, дает телесную структуру, её символизирует соль в крови («сио» и значит «соль»). Энергия второй чакры.
- Мидзукэ (яп. 水気, ки воды) — энергия воды («мидзу»), сексуальная энергия, энергия рода. Тоже энергия второй чакры.
- Куки (яп. 空気 ку:ки, ки воздуха) — энергия воли, способность расщеплять, разрушать и созидать. Энергия третьей чакры.
- Дэнки (яп. 電気, ки грома) — общественно-организующая сила. Энергия четвёртой чакры.
- Дзики (яп. 磁気, ки магнита) — магнитная энергия, собирающая сила, творческая энергия, сила красоты, эстетика. Энергия пятой чакры.
- Рэйки (яп. 霊気, ки духа) — синергия, духовная или космическая энергия. Рэйки-практиками воспринимается как Белый огонь или Свет, нисходящий в 7 и 6 чакры, понижающий вибрационные характеристики для того или иного существа.
- Синки (яп. 神気, ки ками) — божественная энергия, что видно и из иероглифа 神 — «син» — Ками, божество.

Отдельно следует упомянуть термины айки и киай.
- Айки (яп. 合気, ки соединения) — соединение (гармония) энергии, метод использования энергии Ки. Широко используется в айкидо, как способ управления энергией противника, и является даже частью его наименования этого вида кэмпо.
- Киай (яп. 気合, встреча ки) — искусство использования энергии звука (боевого крика) для воздействия на противника в кэмпо, для лечения в ки-ко, для магического воздействия на себя или окружающее в сюгэндо, ниндзюцу, ки-ко.

## Современные представления о ци как об «энергии» или «силе»
В современном мире распространено немало учений и практик, в которых «энергия ци» представляется как материальный объект, некий вид «жизненной энергии» или «силы», которым можно манипулировать. Такой подход критикуется современной западной, а также и китайской философией и наукой. Современная наука отрицает существование вида энергии, который можно было бы отождествить с ци, и характеризует как псевдонаучные и псевдомедицинские такие учения и практики, как цигун и акупунктура, фундаментом которых являются манипуляции с «энергией ци».
В китайской философии отсутствуют аналитические понятия «сила», «энергия».